# 로케런

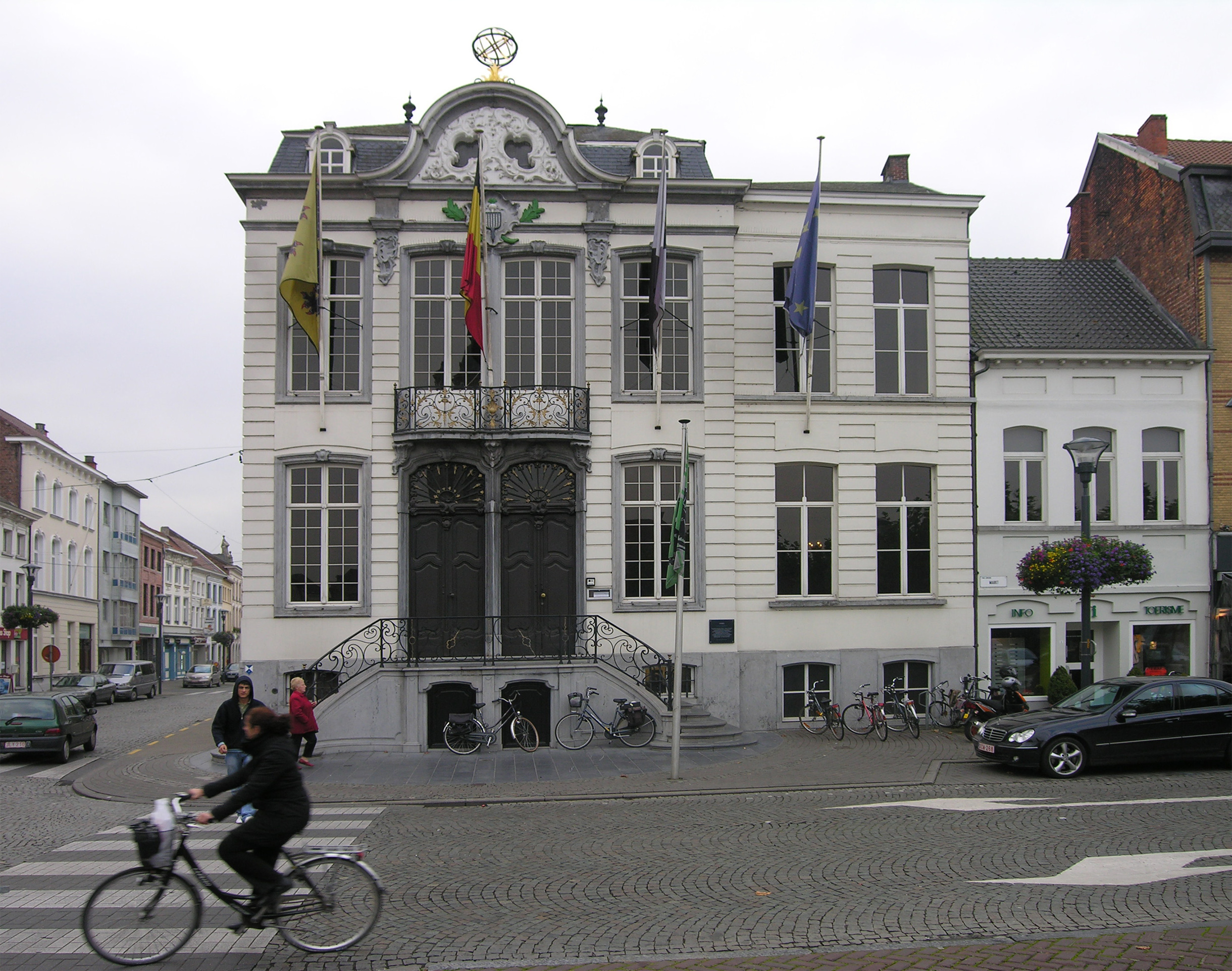
로케런 시청

로케런(네덜란드어: Lokeren)은 벨기에 플란데런 지역 오스트플란데런주에 위치한 도시로 면적은 67.50km2, 인구는 40,626명(2016년 1월 1일 기준), 인구 밀도는 600명/km2이다.

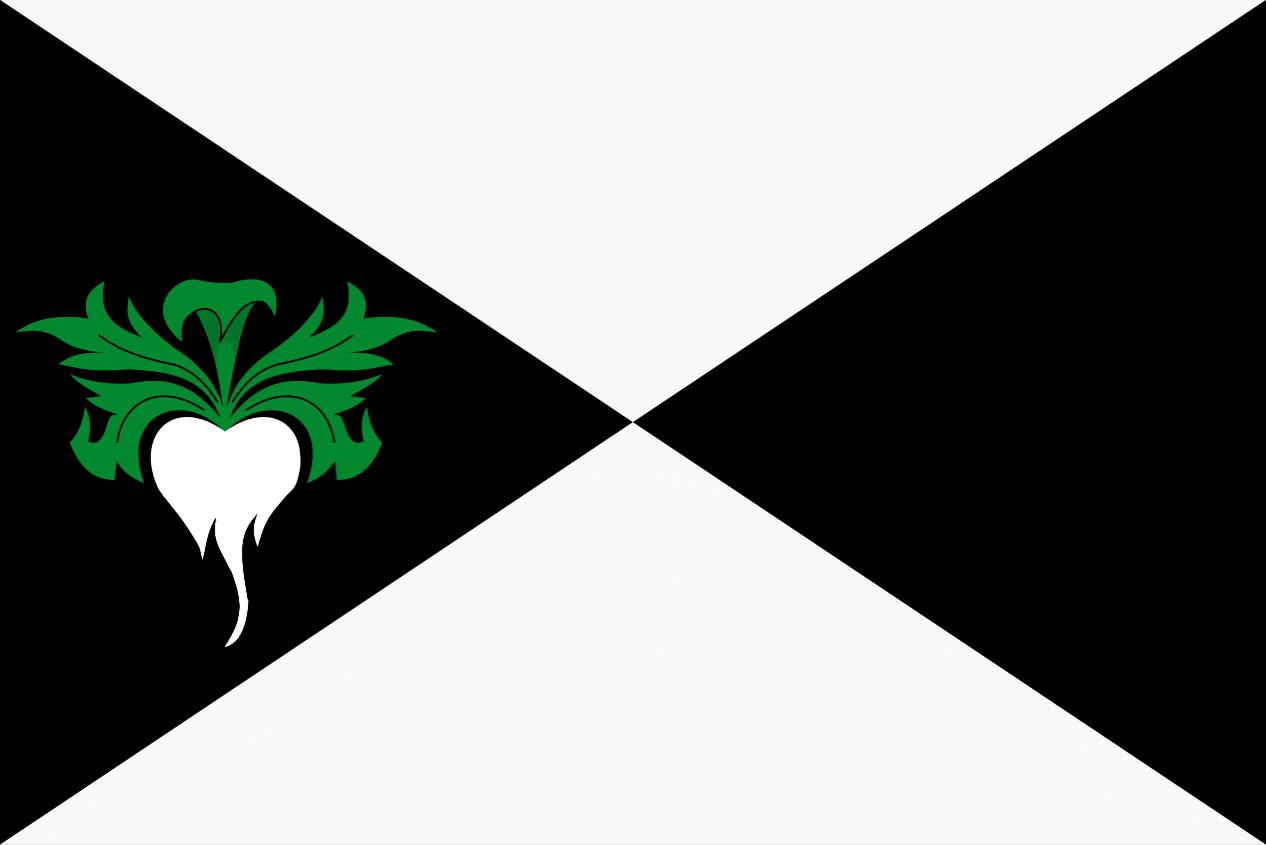
시기
시 문장